# Amr ibn Auf
Die Amr ibn Auf (arabisch بنو عمرو بن عوف, DMG Banū ʿAmr b. ʿAwf) waren zu Zeiten Mohammeds ein arabischer Stamm Yathribs (Medina). Sie gehörten zu dem Stammesverbund der Banu Aus, welche sich bei der Huldigung von Aqaba Mohammed anschlossen und somit seine Hidschra ermöglichten. Die Amr ibn Auf gehörten somit zu den al-Ansar, den „Helfern“/„Unterstützer“.

### Islamische Quellen
- Ibn Ishaq, Gernot Rotter (Übersetzer): Das Leben des Propheten. As-Sira An-Nabawiya. Spohr, Kandern im Schwarzwald 1999, ISBN 3-927606-22-7